# Будний Андрій Миронович
Андрій Миронович Будний (нар. 20 вересня 1982, Чернівці, УРСР) — український футболіст, нападник.

## Життєпис

### Ранні роки, коледж та аматорський період
Народився в Чернівцях, вихованець місцевої «Буковина». Дорослу футбольну кар'єру розпочав 2001 року в складі «Буковини-2», яка виступала в аматорському чемпіонаті України (5 матчів). У 2002 році виїхав до США, де грав за футбольну команду «Бард Колледж». Того ж року перейшов до «Сан-Хосе Стейт Спартанс». Після цього опинився в «Азура Пасифік К'югарс», у футболці яких вийшо до Golden State Athletic Conference 2005 та отримав нагороду Найкращого гравця Регіну II/
Під час навчання в коледжі також протягом двох сезонів виступав за «Каскад Сердж» USL Premier Development League, двічі допомагав команді вигравати титул переможця північно-західної конференції Premier Development League, завдяки чому в 2004 та 2005 роках потрапляв до команди Усіх зірок Західної конференції Premier Development League.

### Професіональна кар'єра
Більшу частину початку 2006 року провів у тренувальному таборі «Чівас США» з Major League Soccer, проте свій перший професіональний контракт підписав 28 червня 2006 року з «Шарлотт Іглз», які виступали в USL Second Division. У складі команди зіграв 8 матчів, відзначився 1 голом.
У 2006 році повернувся на батьківщину, де спочатку грав за аматорську команду «Арсенал» (Біла Церква). На початку 2007 року відправився на перегляд до «Оболоні», за результатми якого підписав з клубом контракт. Дебютував за першу команду «пивоварів» 31 березня 2007 року в програному (0:1) виїзному поєдинку 24-го туру Першої ліги проти ПФК «Олександрія». Андрій вийшов на поле на 64-й хвилині, замінивши Олександра Антоненка. Дебютним голом за столичний клуб відзначився 21 червня 2007 року на 90+3-й хвилині переможного (3:0) домашнього поєдинку 38-го туру Першої ліги проти чернігівської «Десни». Будний вийшов на поле на 87-й хвилині, замінивши Андрія Кандаурова У складі першої команди клубу зіграв 25 матчів (3 голи), ще 3 поєдинкт провів у кубку України. Виступав також за другу команду «пивоварів» у Другій лізі (36 матчів, 24 голи). У сезоні 2007/08 років відзначився 20-а голами за резервну команду «Оболоні», зв\авдяки чому став найкращим бомбардиром групи А Другої ліги.
На початку 2009 року повернувся до США, а в квітні того ж року приєднався до «Кароліни Рейлгоукс» з USL First Division. 22 липня 2019 року «Кароліна» віддала Андрія на 1 матч в оренду до представника USL Second Division. 22 лютого 2010 року «Кароліна» оголосила про продовження з гравцем контракту до завершення сезону 2010 року.
У лютому 2011 року приєднався до складу представника United Soccer League «Вілмінгтон Гаммергедз».
У 2011 році приєднався до шоубольного клубу «Сірак'юз Сілвер Найтс». Наступного сезону сторони вирішили не продовжувати угоду. Проте вже по ходу сезону 2012/13 років повернувся до команди, щоб додати їй потужності в атаці.
У середині березня 2013 року приєднався до клубу «ВСІ Тампа-Бей».